# Orrefors Kosta Boda

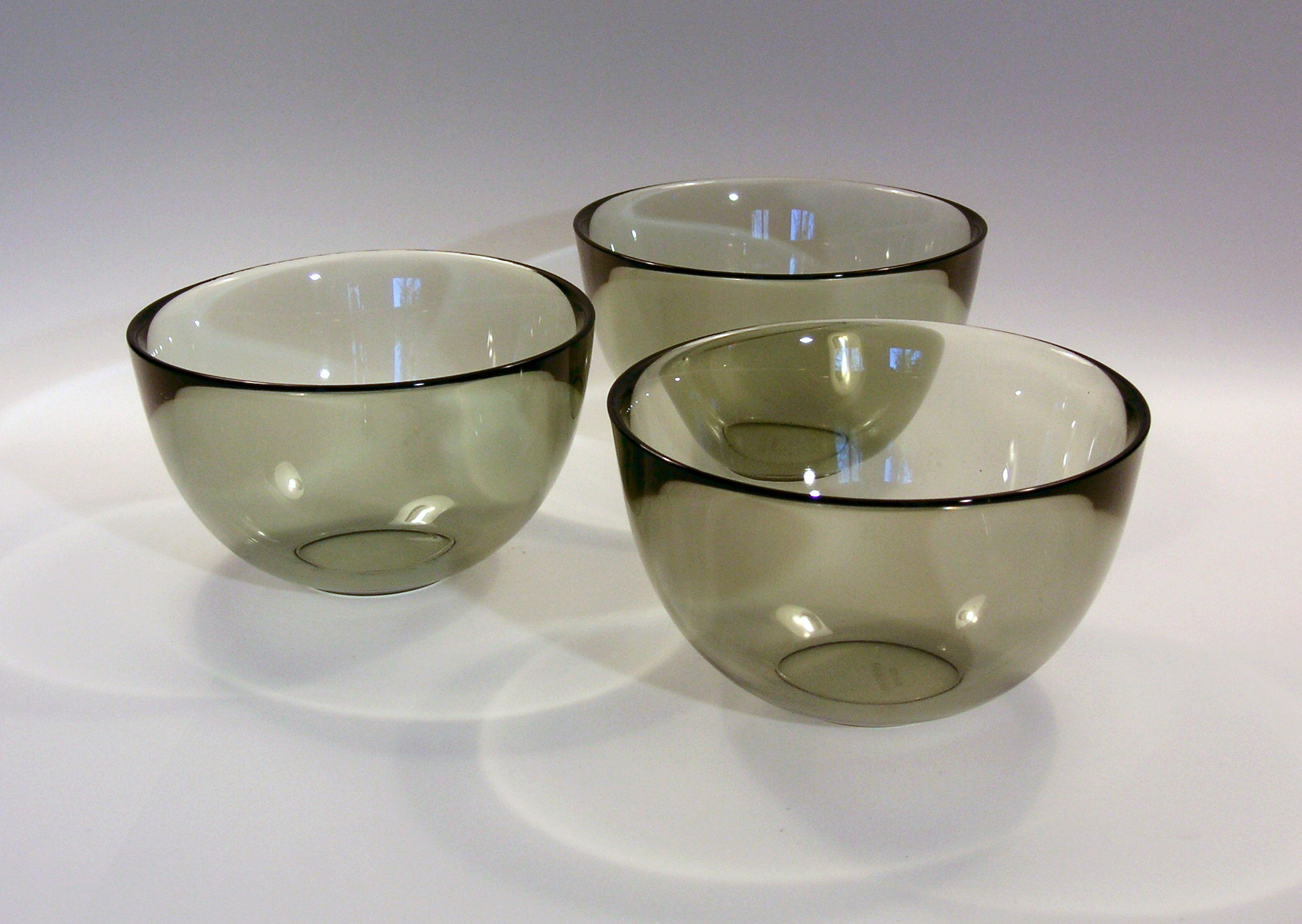
Sven Palmqvists "Fuga", Orrefors

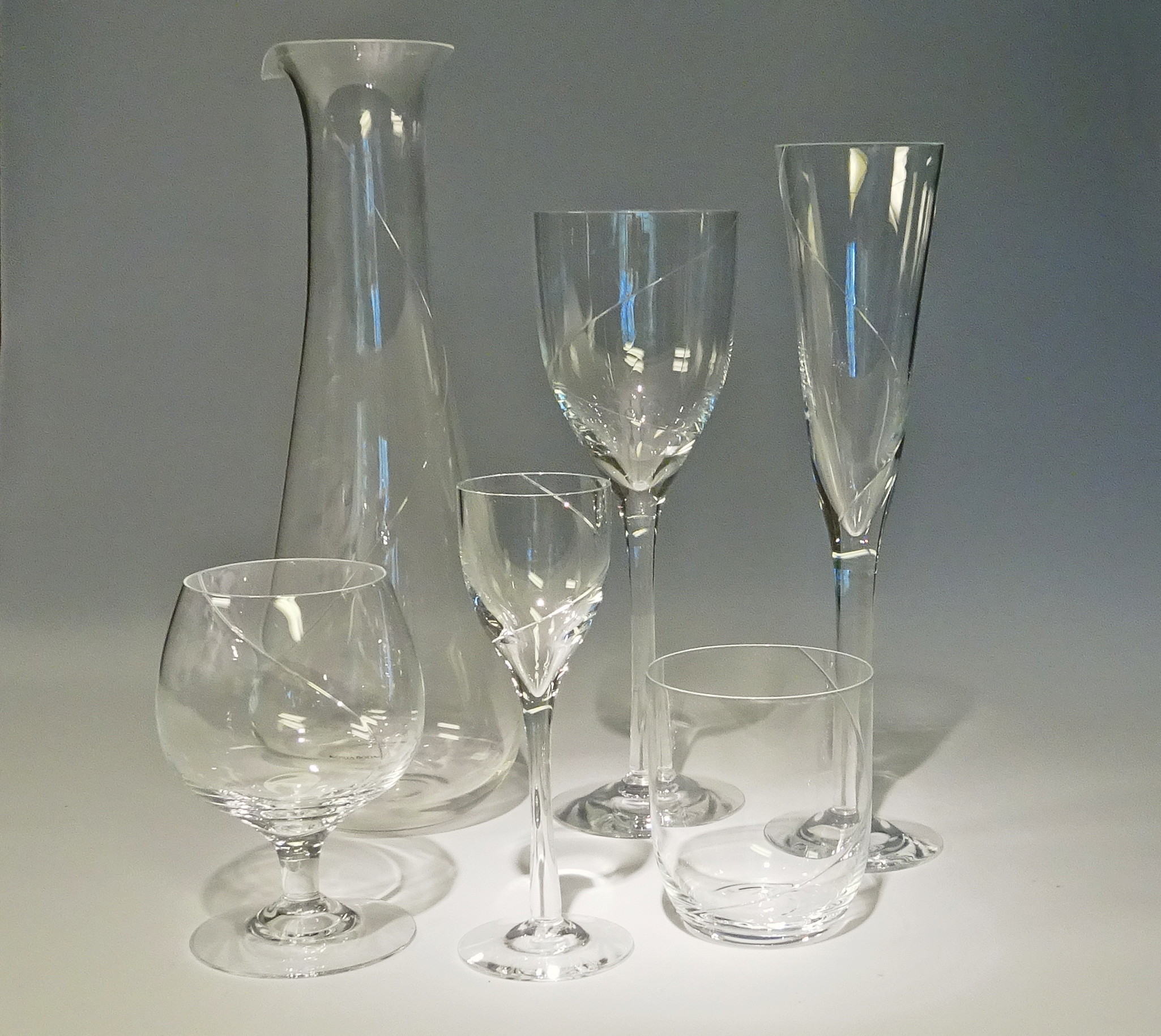
Anna Ehrners "Line", Kosta Boda

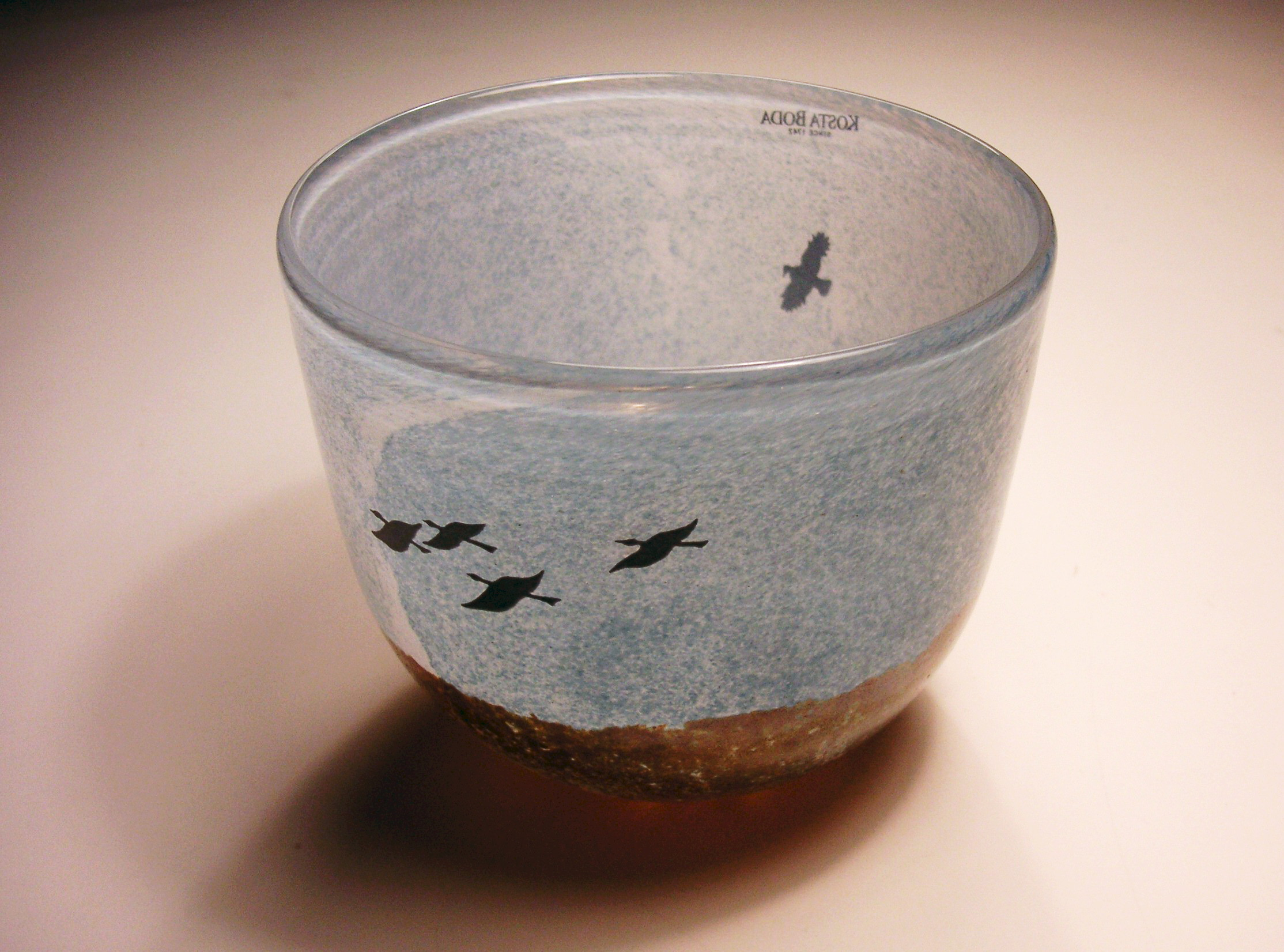
Kjell Engmans "Höst", Kosta Boda

Orrefors Kosta Boda AB är en svensk glasbrukskoncern, som bildades 1990 genom en sammanslagning av Åforsgruppen (senare Kosta Boda) och Orreforsgruppen. De sju glasbruk som ingick i koncernen vid sammanslagningen var Kosta, Åfors, Boda, Orrefors, Sea,  Sandvik samt Johansfors glasbruk. Koncernen såldes 1997 till det danska bolaget Royal Scandinavia A/S och hade 1 068 anställda 1998.
Johansfors glasbruk såldes 1994 till de anställda vid glasbruket. Boda glasbruk lades ned 2003 och Sandviks glasbruk 2004. Tillverkningen i Orrefors och Åfors lades ned i juni 2013.
Kosta glasbruk är idag arbetsplats för cirka 150 personer. Koncernen ingår sedan 2005 i New Wave Group AB.  
Orrefors Kosta Boda marknadsför bruks- och konstglas under varumärkena Orrefors och Kosta Boda. En del av sortimentet tillverkas för koncernen i bland annat Tyskland, Turkiet och Tjeckien.

## Varumärken
Tillverkningsort och varumärke har inte varit kopplade till varandra sedan 2005. Idag sker tillverkning av Kosta Bodas konstglas och Orrefors servisglas främst i Kosta. En mindre del av produktionen har sedan några år tillbaka tillverkats på andra glasbruk i Europa. På alla glasbruk används design av samma formgivare och i många fall de tekniker som utvecklats på glasbruket i Småland.

## Helägda dotterbolag
- Glasma AB i Emmaboda tillverkar råvara för glastillverkning.
- Orrefors Kosta Boda Inc., försäljningsbolag i USA